# Celebrities Nightclub
Celebrities Nightclub, o simplemente Celebrities, es un bar y discoteca gay en Vancouver, Columbia Británica, Canadá. El club abrió sus puertas en 1978 y se sometió a una renovación de 1 millón de dólares en 2013.
El lugar es reconocido por la Vancouver Heritage Foundation.